# Liparis viridicallus
Liparis viridicallus är en orkidéart som beskrevs av Richard Eric Holttum. Liparis viridicallus ingår i släktet gulyxnen, och familjen orkidéer. Inga underarter finns listade i Catalogue of Life.